# او-اورله
شهر او-اورله (به فرانسوی: Oud-Heverlee) در ناحیه اداری لوان در استان فلومیش بربان در منطقه فلاندری در کشور بلژیک واقع شده‌است.